# Henri Bonnet
Pour les articles homonymes, voir Bonnet.
Basile Louis Joseph Henri Bonnet, né le 27 mai 1888 à Châteauponsac (Haute-Vienne) et mort le 25 octobre 1978 au Plessis-Robinson (Hauts-de-Seine), est un homme politique et diplomate français.

## Biographie
Universitaire, agrégé d'histoire (ancien élève de l'École normale supérieure), sa participation à la politique extérieure de la France le rapproche de son collègue Maurice Baumont. Il fut en effet recruté en 1920 par le Secrétariat de la Société des Nations (SDN) où il exerça des fonctions à la section d'information, de 1920 à 1930. Il y créa, ou participa à la création, d'un système de renseignement au bénéfice du Quai d'Orsay ; les notes produites sont conservées aux archives du ministère des affaires étrangères, essentiellement dans le fonds du Service français de la SDN. En 1931, il devient à Paris directeur de l'Institut international de coopération intellectuelle (IICI), ancêtre de l'UNESCO. Il quitte la France pour les États-Unis à l'invasion et devient professeur à l'École libre des Hautes Études de New York, aux côtés de Claude Lévi-Strauss et Jacques Maritain, à sa création en 1941.
Commissaire à l'Information dans le Comité français de la Libération nationale (CFLN) puis dans le Gouvernement provisoire de la République française (GPRF), du 7 juin 1943 au 9 septembre 1944, il fut nommé, après la reconnaissance officielle du GPRF par les États-Unis, représentant de la France à Washington. Il a représenté la France avec Georges Bidault lors de la Conférence de San Francisco en 1945. Il resta ambassadeur de France aux États-Unis jusqu'au 31 décembre 1954. Il fut également président de l'Union française pour le sauvetage de l'enfance de 1958 à 1970.